# Евталия Адам
Евталия Адам (на гръцки: Ευθαλία Αδάμ) е видна гръцка просветна деятелка.

## Биография
Родена е в Сяр в 1860 година. Учи в сярското женско училище, след което завършва с отличен успех женското училище Запио в квартала Света Троица на Цариград и със стипендия на Константинос Запос заминава да следва във Франция и Швейцария. След завръщането работи в училището Запио като учителка (1882 - 1885), като заместник-директор (1885 - 1887) и като директорка (1888 - 1927). При нейното управление училището процъфтява. След като напуска работа, се установява в Атина. Адам е удостоена в 1905 година с Кръста на Божи гроб от патриарх Дамян Йерусалимски и с титлата „Скъпа и вярна дъщеря на църквата“. Гръцкият крал Павлос I я удостоява със Златен кръст на феникса, а Гръцката академия на науките в 1951 година я удостоява с Награда на добродетелта и саможертвата.
Името ѝ носи улица в Сяр.